# Ritosaari (ö i Mellersta Finland, Jyväskylä, lat 62,43, long 26,58)
Ritosaari är en ö i Finland. Den ligger i sjön Armisvesi och i kommunen Hankasalmi i den ekonomiska regionen  Jyväskylä ekonomiska region  och landskapet Mellersta Finland, i den centrala delen av landet, 270 km norr om huvudstaden Helsingfors. Öns area är 0,6 hektar och dess största längd är 130 meter i nord-sydlig riktning.